# Utan invandrare stannar Sverige
Utan invandrare stannar Sverige var, efter initiativ av Kurdo Baksi, en entimmesstrejk i Sverige fredagen den 21 februari 1992, efter den så kallade Lasermannens härjningar.
89 invandrarföreningar anslöt sig, och torghandlarna på Hötorget i Stockholm stängde igen stånden. Karolinska sjukhusets personal samlades, och sjukhusdirektören höll tal till en skjuten person. Saab och Scania lade ner sin produktion i en timme, och på kvällen demonstrerade tiotusentals personer mot rasistiskt våld.

### Fotnoter
1. ↑  ”I Kurdo Baksis Sverige får alla vara svenskar” (på svenska). Dagens Nyheter. 20 september 2009. https://www.dn.se/livsstil/i-kurdo-baksis-sverige-far-alla-vara-svenskar/. Läst 28 juli 2011.
2. ↑  ”Kurdo Baksi”. Sveriges Radio. 20 juni 2000. https://sverigesradio.se/sida/avsnitt/911944?programid=2071. Läst 19 mars 2019.
3. ↑  Maggie Strömber (30 oktober 2010). ”Då när våldet hängde i luften” (på svenska). Sydsvenskan. https://www.sydsvenskan.se/2010-10-30/da-nar-valdet-hangde-i-luften. Läst 28 juli 2011.